# 大椎城
大椎城（おおじじょう、おおじいじょう）は、千葉県千葉市緑区大椎町にあった日本の城。あすみが丘のワンハンドレッドヒルズに隣接する場所にあり、現在は私有地となっている。

## 概要
大椎城は平安時代中期、平高望の曾孫にあたる平忠常により築かれ、その後長らく千葉氏を称した忠常の後裔が拠ったとされる。一方、忠常の館に関する伝承は東庄町にもあり、「千葉実録」はその2代後の平常長が前九年の役の功で大椎の地を賜り、次の常兼の代に大友城から大椎城に移ったように記している。
1126年（大治元年）、千葉常重が千葉市中心部の千葉城に本拠を移したが、その後も千葉氏の一族が入った。南側の城下集落には、代々名主を務めた家があり、千葉神社へ移されたとされる妙見の祠がある。
ただし、現在残る遺構は、後世のものであり、大椎から千葉氏が興ったという話は、史実ではなく伝承の域を出ないという指摘もある。現状では、土気酒井氏により16世紀半ばに築城された城郭ではないかと考えられている。
15世紀中頃になると、酒井氏の勢力が伸張し、大椎城は同氏の拠る所となった。1590年（天正18年）、小田原征伐により酒井氏が滅亡し廃城となったとされる。

## 構造

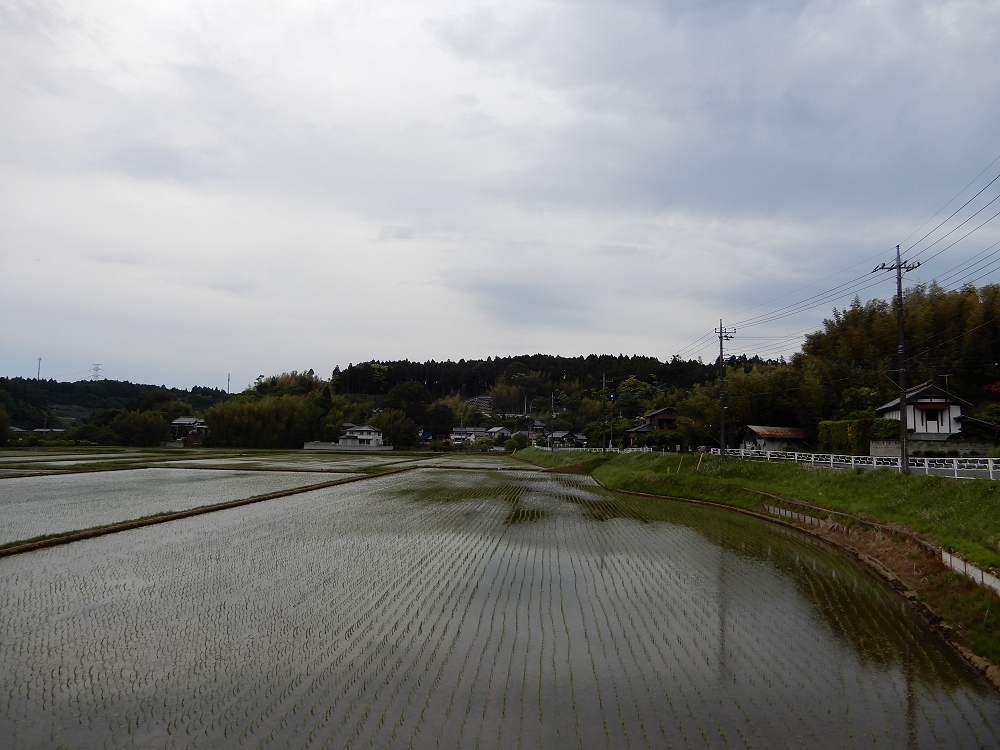
大椎城遠景

大椎城は村田川支流により刻まれた谷に挟まれた半島状台地の先端に占地し、湧水により尾根の繋がりも開析されている天然の要害となっている。城域は、この独立性の高い台地上全体に渡っている。
城域の内部は四つの郭が直線的に並ぶ構造となっており、それぞれの郭の間に空堀が掘られている。一の郭は内部が折れを伴う空堀で更に区画されており、戦国時代の特徴を示す。また、一の郭の西側斜面には複数の郭が存在し、一の郭直下の郭は両谷に向けた突出部を構成するとともに、南側に廻り帯郭を形成している。
城域の各郭は削平が甘く臨時性が強い。現在城域の南側に大椎集落が形成されているが、この南麓に居館が設けられていたものと考えられている。

## 考古資料
山頂部に土塁及び堀が残る。

## アクセス
- 土気駅南口から創造の杜経由あすみが丘南行きバス「創造の杜」下車